# Leucocoprinus caldariorum
Leucocoprinus caldariorum är en svampart som beskrevs av D.A. Reid 1990. Leucocoprinus caldariorum ingår i släktet Leucocoprinus och familjen Agaricaceae.   Inga underarter finns listade i Catalogue of Life.